# Ammoniumnitrat
Ammoniumnitrat har den kemiske formel NH4NO3
Det er et nitratsalt, og bruges meget inden for industriel sprængning (i form af ANFO) og tilsætning i landbruget i form af kunstgødning.
Det er også eksplosivt i ren form, dog svært at detonere. 4. august 2020 sprang 2.700 ton ammoniumnitrat i luften på Beiruts havn, det var blevet konfiskeret i 2014 fra russisk fragtskib.

## Reaktioner
Da ammoniumnitrat er et salt, kan både kationen, NH4+ og anionen, NO3-, deltage i kemiske reaktioner.
Fast ammoniumnitrat nedbrydes ved opvarmning. Ved temperaturer under 300 °C producerer nedbrydningen hovedsageligt nitrogenoxid og vand:
NH4NO3 → N2O + 2 H2O
Ved højere temperaturer dominerer følgende reaktion.
2 NH4NO3 → 2 N2 + O2 + 4 H2O
Begge nedbrydningsreaktioner er exoterme, og deres produkter er gas. Under visse forhold kan dette føre til en løbsreaktion (en), hvor nedbrydningsprocessen bliver eksplosiv. Mange ammoniumnitratkatastrofer, med tab af menneskeliv, har fundet sted.
Den rød-orange farve i en eksplosionssky skyldes nitrogendioxid, et sekundært reaktionsprodukt.